# Cenador

Cenador en el parque del Palacio de Schönbrunn, Viena

Un cenador, cenadero o glorieta es un pabellón situado en el jardín, generalmente redondo, cercado y habitualmente cubierto de plantas trepadoras.También se puede llegar a llamar galería, templete, lonjeta, marquesina, pérgola y emparrado, entre otros.
Construcción ligera y resistente al mismo tiempo tiene que conservar el carácter del sitio en que se coloca. A la vista de todos, ha de hallarse perfectamente oculto a las miradas y como formando un grupo, un macizo de verdura que se confunda con otros semejantes. En los pequeños jardines, el cenador es el elemento principal y debe colocarse en el medio. En los parques, en los jardines de importancia han de escogerse los sitios de más espeso follaje, apartado de las vías principales y aislado de los paseos.

## Estructura
- Pilares. Soportes que sirven como sujeción de la cubierta y laterales. Suelen ser de madera o de hormigón blanco.
- Travesaños. Elemento que sujeta y refuerza la estructura del cenador.
- Cubiertas. Parte superior del cenador.
- Tarima. Parte inferior que forma el piso. Generalmente de madera.
- Barandillas. Elementos opcionales,confirman seguridad y aportan otro aire a la estructura.
- Cimentación. Dependiendo del tipo de cenador y exigencias del usuario se procede a la cimentación o no del piso.

## Tipos
- Rectangulares
- Hexagonales
- Redondos
- En forma de L
- A dos aguas
- A cuatro aguas

La planta de los cenadores suele ser circular o poligonal regular, pocas veces cuadrada y sus dimensiones no deben pasar de 3 a 4 metros de diámetro, con altura, las puertas para el paso de un hombre de mediana estatura y el interior, en la cúpula de no más de tres metros. El mueblaje interior de un cenador consiste en varios bancos rústicos y cómodos, un velador, rústico también en el centro, asientos que se recogen a charnela en los postes y una lámpara jardinera en el centro. Cuando el cenador presenta una cubierta hexagonal, octogonal o circular, suele ser conocido como gazebo.

## Materiales
Los cenadores más comunes son de madera:
- IPE: madera tropical de Centroamérica y de Sudamérica de alta calidad y muy utilizada para decoración exterior. Por su alta densidad, el IPE presenta una alta durabilidad y fácil perservación, y es idónea para suelos. Incorpora un sistema de fijación oculto sobre rastel de pino impermeabilizado con clorocaucho, y un tratamiento posterior con aceites protectores.
- Pino nórdico de Suecia: el mejor pino para celosías y vallados.
- Pino centroeuropeo: para vigas y pilares laminados termoencolados. El sistema de laminado previene la aparición de grietas y dota a las vigas de la mayor resistencia.

## Usos
Se puede colocar en cualquier lugar del jardín; en aquel espacio en el que las “vistas” son bonitas, en un rincón o junto a la barbacoa, cerca de la piscina…
Su instalación cambia totalmente la imagen del exterior de la vivienda.
A la hora de montarlo hay que tener cuidado con el aprovechamiento de la orientación del sol y de la luz.